# Дролері

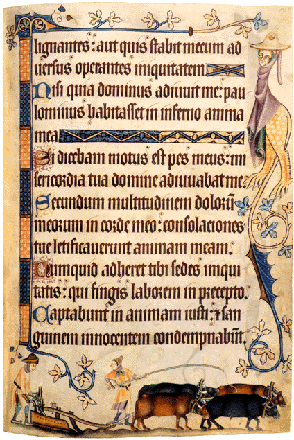
Латтреллський псалтир. XIV століття.

Дролері (від фр. drôlerie, жарти) — гротескні ілюміновані зображення на краю середньовічного рукопису з малюнками людей, тварин, міфічних істот. Найбільше поширені були в XIII—XV століттях. Часто мають тематичний зв'язок з описовим предметом сторінки.

## Історія
Уперше з'явилися в першій половині XIII століття в Парижі. До XIV століття поширилися в Франції, Фландрії, Англії, Німеччині, Італії.
Донині зберігся рукопис «The Croy Hours», відомий як «The Book of Drolleries». Інший, що містить безліч дролері-зображень, Латтреллський псалтир, де зображено велику кількість гібридних істот та чудовиськ.

## Тематика
Найпоширенішою темою було полювання, що символізувала аристократію. На рукописах зображувалися різні види полювань: соколине, на конях, на міфічних істотах, на тварин, гібридне (жертва ставала мисливцем). Настільні ігри, маскарад, маріонетки, лицарські турніри також ставали об'єктом для дролері. На рукописах зображувалися й жорстокі сцени, як то відтинання голови. Зустрічалися малюнки жартівливих любовних історій, інколи пародійних. Для придання комічності та задля розваги малювали блазнів, жонглерів, музикантів.